# Charles Eric Maine
Pour les articles homonymes, voir Maine.
Charles Eric Maine, nom de plume de David McIlvain, né le 21 janvier 1921 à Liverpool, en Angleterre, et mort le 30 novembre 1981 à Londres, est un écrivain britannique, auteur de science-fiction et de roman policier.

## Biographie
Passionné de science-fiction, il édite dès 1938 un fanzine dans lequel il publie sa première nouvelle The Mirror. Après la Seconde Guerre mondiale, où il sert dans la Royal Air Force, il travaille à la télévision, puis il se consacre à l'écriture, en particulier à la science-fiction, avec parfois des récits développant une trame policière.
En 1953, il publie Spaceways, une adaptation de sa pièce radiophonique éponyme, qui est à son tour adapté au cinéma sous le titre éponyme dans une réalisation de Terence Fisher. De 1957 à 1964, il publie une trilogie consacrée à Mike Delaney, un journaliste scientifique, qui, selon Marc Madouraud, « constitue un cocktail léger de thriller, d'espionnage et de science-fiction ». En 1961, il publie The Mind of Mr Soames, adapté au cinéma en 1970 sous le titre éponyme pour un film réalisé par Alan Cooke (en).
Au début des années 1960, sous le pseudonyme de Richard Rayner, il publie quatre romans policiers.

## Œuvre

### Romans

#### SérieMike Delaney
- The Isotope Man (1957)
- Subterfuge (1959) Publié en français sous le titre Subterfuge, Paris, Éditions de Trévise, coll. « Le Cachet » no 23, 1961
- Never Let Up (1964) Publié en français sous le titre Le flair paie, Paris, Gallimard, coll. « Série noire » no 1040, 1966

#### Autres romans
- Spaceways (1953), aussi titré Spaceways Satellite
- Timeliner (en) (1955)
- Escapement (1956), aussi titré The Man Who Couldn't Sleep
- High Vacuum (en) (1957)
- The Tide Went Out (1958)
- World Without Men (1958), aussi titré Alph
- The Big Countdown (1959), aussi titré Fire Past the Future
- Crisis 2000 (1959)
- Calculated Risk (en) (1960)
- He Owned the World (1960), aussi titré The Man Who Owned the World
- Countdown (1961)
- The Mind of Mr Soames (1961)
- The Big Death (1962)
- The Darkest of Nights (1964), aussi titré Survival Margin
- B.E.A.S.T.: Biological Evolutionary Animal Simulation Test (1966)
- Random Factor (1971)
- Thirst! (1977)

#### Romans signés Richard Rayner
- The Trouble with Ruth (1960)
- Darling Daughter (1961)
- Dig Deep for Julie (1963)
- Stand-in for Danger (1963)

### Autres publications
- The World's Strangest Crimes (1967)
- World Famous Mistresses (1970)
- The Bizarre and the Bloody: A Clutch of Weird Crimes (1972)

### Nouvelles

#### Nouvelle de la sérieMike Delaney
- Counter-Psych (1961)

#### Autres nouvelles
- The Mirror (1938)
- From Dusk Till Dawn (1938)
- The Introvert (1939) Publié en français sous le titre L'Introverti, dans Satellite no 35-36, juillet 1961
- Repulsion Factor (1953)
- Highway I (1953), aussi titré Highway J
- Spaceways to Venus (1953)
- The Boogie Matrix (1954)
- Troubleshooter (1954)
- The Yupe (1954)
- The Festival of Earth (1954)
- The Trouble with Mars (1955)
- Mission from Space (1955)
- Reverse Procedure (1957)
- The Big Count-Down (1958)
- Short Circuit (1966)
- Scholarly Correspondence (1974)
- Jow Three Eyes (1976)

## Adaptations

### Au cinéma
- 1953 : Spaceways, film britannique réalisée par Terence Fisher, adaptation du roman éponyme, avec Howard Duff et Eva Bartok
- 1955 : Timeslip (en), film britannique réalisé par Ken Hughes, adaptation de The Isotope Man, avec Gene Nelson et Faith Domergue
- 1958 : Escapement (en), film britannique réalisé par Montgomery Tully, adaptation du roman éponyme, avec Rod Cameron et Mary Murphy
- 1970 : The Mind of Mr. Soames (en), film britannique réalisé par Alan Cooke (en), adaptation du roman éponyme, avec Terence Stamp et Robert Vaughn

### À la télévision
- 1953 : Time Slip, téléfilm britannique de la BBC, adaptation de The Isotope Man

## Sources
- Claude Mesplède (dir.), Dictionnaire des littératures policières, vol. 2 : J - Z, Nantes, Joseph K, coll. « Temps noir », 2007, 1086 p. (ISBN 978-2-910686-45-1, OCLC 315873361), p. 281-281.
- Claude Mesplède, Les années "Série noire" : bibliographie critique d'une collection policière, vol. 3 : 1966-1972, Amiens, Editions Encrage, coll. « Travaux / 22 », 1994 (ISBN 978-2-906389-53-3).
- Claude Mesplède et Jean-Jacques Schleret, SN, voyage au bout de la Noire : inventaire de 732 auteurs et de leurs œuvres publiés en séries Noire et Blème : suivi d'une filmographie complète, Paris, Futuropolis, 1982 (OCLC 11972030), p. 257-258